# El Rosario, Jitotol
El Rosario är en ort i Mexiko.   Den ligger i kommunen Jitotol och delstaten Chiapas, i den sydöstra delen av landet, 700 km öster om huvudstaden Mexico City. El Rosario ligger 1 479 meter över havet och antalet invånare är 176.
Terrängen runt El Rosario är huvudsakligen kuperad, men norrut är den bergig. Terrängen runt El Rosario sluttar österut. Runt El Rosario är det ganska tätbefolkat, med 86 invånare per kvadratkilometer. Närmaste större samhälle är Simojovel de Allende, 10,2 km nordost om El Rosario. I omgivningarna runt El Rosario växer i huvudsak städsegrön lövskog.